# Gießgraben (Krumpenwasser)
Der Gießgraben (auch Gießbach oder Krampugraben) ist ein Fluss am Wagram in Niederösterreich.

## Topografie
Der Fluss entsteht unterhalb von Hohenwarth, wobei der Fluss aus Gräben gespeist wird, die nur bei Regen Wasser führen. Es gibt somit keine Quelle. Er fließt sodann über Großriedenthal, Ottenthal, Ober-, Mitter- und Unterstockstall und weiter durch das Tullnerfeld über Bierbaum in Richtung Donau, wo er bei Trockenheit auch versiegt. Bei starken Niederschlägen kann der Gießgraben hingegen merklich ansteigen. Er erreicht eine Länge von ca. 19 km, bevor er in der Donau-Au noch die Schinderlahn aufnimmt und in das Rondellenwasser (auch Rondellwasser oder Rabischwasser), einen Altarm in der Donau-Au, der im weiteren Lauf Krumpenwasser genannt wird, mündet.
Vor allem in den Sommermonaten ist der Gießgraben kaum wasserführend, schwillt aber bei Niederschlägen stark an.
Nebenflüsse sind der Neudegggraben und der Wiesengraben, die ebenso wenig Wasser führen.

## Namensgebung
Der Name variiert je nach Ausbildung des Tales. Während der Fluss im Oberlauf kaum wahrnehmbar ist, wird er ab Ottenthal, wo sein Tal als deutlicher Graben wahrnehmbar ist, eher als Gießgraben oder Krampugraben bezeichnet und im Unterlauf ab Unterstockstall, wo er in die Ebene des Tullnerfeldes tritt, als Gießbach bezeichnet.

## Hochwasser 1962
In der Nacht auf den 10. Mai 1962 ließ ein verheerendes Unwetter den Gießgraben stark anschwellen, die Wassermassen ergossen sich zunächst über Oberstockstall, bis bei einer Mühle in Mitterstockstall ein Damm brach und die Vermurungen sich bis Unterstockstall zogen.